# Armeniola laevis
Armeniola laevis es una especie de mantis de la familia Mantidae. Es el único miembro del género monotípico Armeniola.

## Distribución geográfica
Se encuentra en Sri Lanka